# Ciorbadjiisko, Kărdjali
Ciorbadjiisko (în bulgară Чорбаджийско) este un sat în comuna Kirkovo, regiunea Kărdjali,  Bulgaria. 

## Demografie
Componența etnică a satului Ciorbadjiisko
     Bulgari (3,71%)
     Romi (1,47%)
     Turci (55,54%)
     Nicio identificare (39,25%)
La recensământul din 2011, populația satului Ciorbadjiisko era de 1.964 locuitori. Din punct de vedere etnic, majoritatea locuitorilor (55,54%) erau turci, existând și minorități de bulgari (3,71%) și romi (1,47%). Pentru 39,25% din locuitori nu este cunoscută apartenența etnică.